# Huest
Huest é uma comuna francesa na região administrativa da Normandia, no departamento de Eure. Estende-se por uma área de 6,6 km². Em 2010 a comuna tinha 818 habitantes (densidade: 123,9 hab./km²).